# Bầu cử tổng thống Afghanistan 2009
Cuộc bầu cử tổng thống năm 2009 được tổ chức tại Afghanistan được mô tả với việc bị hoãn vì vấn đề an ninh. Việc tổ chức bầu cử rất khó khăn và nguy hiểm vì tiềm năng chống phá của Taliban. Trong lần đầu ngày 20 tháng 8, tỷ lệ cử tri đầu phiếu rất thấp, tuy nhiên không xảy ra những hành động khủng bố có quy mô có tầm mức đáng kể và cuộc bầu cử đã được coi là thành công về mặt an ninh. Nhưng sau đó ủy ban giám sát do Liên Hợp Quốc bảo trợ tìm thấy rất nhiều sự kiện bất bình thường nhất là tại những vùng xa xôi hẻo lánh.
Hai ứng cử viên là đương kiêm Tổng thống Hamid Karzai và Abdullah Abdullah. Gian lận không phải chỉ xảy ra do từ phía chính quyền của Tổng thống Karzai mà còn ở phía các ứng cử viên đối lập. Chẳng hạn thùng phiếu tại một địa điểm có 600 lá phiếu thì 95% bầu cho một ứng cử viên, nơi khác hầu hết lá phiếu trong một thùng viết bằng cùng một cây bút hay cùng một cách đánh dấu. Nhưng phút cuối, Abdullah tuyên bố rút lui và cuộc bầu cử bị hoãn. Karzai được tuyên bố làm Tổng thống Afghanistan thêm nhiệm kỳ 5 năm.

## Tranh cãi về ngày tiến hành bầu cử
Ngày thứ Tư, 4 tháng 3, 2009 ủy ban bầu cử của Afghanistan nói những cuộc bầu cử tổng thống tại Afghanistan không thể được tổ chức vào tháng tới như Tổng thống Hamid Karzai yêu cầu và phải giữ nguyên như đã được ấn định lúc đầu vào ngày 20 tháng 8 năm 2009. Karzai ban hành một sắc lệnh vào cuối tháng 2 năm 2009, đòi cuộc bầu cử phải được tổ chức sớm hơn vào tháng 4 để phù hợp với hiến pháp, một hành động đã khuấy động sự rối loạn chính trị vào một lúc mối đe dọa do cuộc nổi dậy của Taliban đang gia tăng đều đặn.
"Vì vấn đề thời tiết, an ninh, ngân sách và các khó khăn kỹ thuật mà chúng ta phải đương đầu, những cuộc bầu cử không thể được tổ chức trên căn bản sắc lệnh của tổng thống," theo lời ông Azizullah Ludin, người đứng đầu ủy ban bầu cử do chính phủ chỉ định. Người ta dự đoán các lãnh tụ đối lập sẽ đòi ông Karzai bước xuống sau ngày 21 tháng 5, như sự đòi hỏi của hiến pháp, hoặc ít nhất buộc tổng thống phải cam kết sẽ không sử dụng quyền hành của ông để vận động tranh cử. Hoa Kỳ, các nhóm đối lập tại Afghanistan và những người có thể ra tranh cử tổng thống đều ủng hộ ngày bầu cử nguyên thủy vào tháng 8.
Bản hiến pháp nói nhiệm kỳ của tổng thống chấm dứt vào ngày 21 tháng 5 và những cuộc bầu cử phải được tổ chức ít nhất một tháng trước ngày đó. Các lãnh tụ đối lập đã đồng ý với Karzai 11 tháng trước đó rằng tổ chức một cuộc bầu cử vào mùa xuân là điều không thực tế, bởi vì điều đó có nghĩa sẽ phải chuẩn bị cuộc bầu cử giữa mùa đông khắc nghiệt của Afghanistan.
Nhưng sau khi những cuộc bầu cử được ấn định vào ngày 20 tháng 8, cũng những lãnh tụ đối lập đó bắt đầu nêu lên những ngờ vực về sự chính đáng của ông Karzai khi ở lại chức vụ sau ngày 21 tháng 5. Sắc lệnh của ông được coi như một phương cách để buộc những người chống đối phải công nhận sự chính đáng của ông sau ngày 21 tháng 5 và cho phép ông duy trì những lợi thế về quyền hành trong khi ông đi vào chiến dịch tranh cử.
Với những vấn nạn khổng lồ về an ninh ở Afghanistan, ít có ai nghĩ những cuộc bầu cử có thể được tổ chức chỉ vỏn vẹn trong vòng một tháng. Tại một cuộc họp báo, Ludin nói, vì những yếu tố khác và tình trạng thiếu sẵn sàng của ủy ban nhằm thiết lập các phòng bỏ phiếu kịp thời, những cuộc bầu cử phải được tổ chức vào ngày 20 tháng 8.
Đặc sứ của Liên Hợp Quốc tại Afghanistan, Kai Eide, nhanh chóng hoan nghênh quyết định của ủy ban bầu cử, rằng ngày bầu cử nguyên thủy đóng vai trò quan trọng cho sự ổn định chính trị trong nước. Ngày bầu cử đó cũng sẽ cung cấp thời gian cần thiết cho ủy ban và một phần của cộng đồng quốc tế liên hệ đến việc trợ giúp những cuộc bỏ phiếu bằng tiền bạc và an ninh. Tổ chức Hiệp ước Bắc Đại Tây Dương, lúc này cầm đầu một lực lượng 56.000 người ở Afghanistan, cũng hoan nghênh quyết định của ủy ban bầu cử, nói ngày bầu cử tháng 8 sẽ giúp có thời gian để bố trí thêm 17.000 binh sĩ Hoa Kỳ, cộng với những tăng viện tạm thời khác dành cho cuộc bầu cử.

## Mỹ phản ánh
Đặc sứ của Tổng thống Barack Obama nói cuộc bầu cử của Afghanistan sẽ không hoàn hảo, nhưng người ta không thể trông đợi một tiêu chuẩn dân chủ mà ngay cả Hoa Kỳ cũng chật vật để đạt tới. Chuyến đi của Richard Holbrooke tới tỉnh Ghazni ở miền Trung Afghanistan trùng hợp với vụ tụ tập tranh cử đầu tiên của Tổng thống Hamid Karzai ở Kabul, để vận động cho cuộc bầu cử tổng thống vào ngày 20 tháng 8. Karzai ca ngợi vai trò của các binh sĩ ngoại quốc nhưng hứa hẹn sẽ thay đổi các quy định chi phối sự hiện diện của họ nếu ông tái đắc cử.
"Những cuộc bầu cử ở đây sẽ không hoàn hảo," Holbrooke nói ngày 24 tháng 7 giữa những cuộc thuyết trình tại một căn cứ quân sự do các binh sĩ Ba Lan và Hoa Kỳ điều hành. "Nhưng tôi là một người Mỹ đã trải qua một cuộc bầu cử không hoàn hảo tám năm trước đây. Tôi sẽ không đòi hỏi Afghanistan phải đạt những tiêu chuẩn mà ngay cả Hoa Kỳ cũng không đạt được. Điều mà chúng tôi mong mỏi là một cuộc bầu cử sẽ phản ánh ý nguyện chính đáng của người dân Afghanistan và bất cứ người nào đắc cử cũng được cộng đồng quốc tế ủng hộ."
Với cuộc nổi dậy đe dọa những vùng rộng lớn trong nước, có những lo sợ rằng không đủ cử tri tham gia vào những cuộc bỏ phiếu để các kết quả có thể chấp nhận được - đặc biệt trong số những người thuộc sắc tộc Pashtun, một nhóm chủng tộc chiếm đa số trong hàng ngũ Taliban. Ông Karzai cũng là một người Pashtun.
Tại Ghazni, Holbrooke nói điều khó khăn nhất trong nhiệm vụ của ông là "bảo đảm rằng công luận châu Âu và Mỹ hiểu tầm quan trọng trong việc ở lại Afghanistan." Cùng đi với Holbrooke có Ngoại trưởng Carl Bildt của Thụy Điển và một số các nhà ngoại giao Âu Châu đặt trụ sở ở Kabul. Holbrooke nói chuyến viếng thăm hỗn hợp cho thấy rằng Liên Hiệp Âu Châu và Hoa Kỳ là những đồng minh không thể thiếu nhau.

## Vấn đề an ninh
Ba lính Nhảy dù Anh đã tử trận trong một cuộc phục kích của Taliban trong lúc đang tuần tiễu ở vùng Nam Afghanistan, ngày 7 tháng 8, nâng tổng số quân nhân thuộc lực lượng quốc tế tử trận trong tuần lễ đầu của tháng 8 lên 18 người. Ba binh sĩ Nhảy Dù này thuộc một Đơn vị Hỗ trợ Lực lượng Đặc biệt và đang ngồi trên một xe thiết vận xa loại Jackal thì bị trúng mìn ở phía Bắc Lashkar Gah trong tỉnh Helmand ngày 6 tháng 8. Phiến quân sau đó đã nổ súng và đơn vị tuần tiễu bắn trả nhưng không rõ tổn thất địch. Các cuộc giao tranh đã làm ít nhất 75 binh sĩ quốc tế thiệt mạng trong tháng 7 năm 2009, con số tổn thất cao nhất trong một tháng kể từ năm 2001, theo các bản báo cáo quân sự. Hàng ngàn binh sĩ Thủy quân Lục chiến Hoa Kỳ được đưa đến tăng cường cho khu vực Nam Afghanistan, nơi được coi là cái nôi của Taliban, trong nỗ lực nhằm chặn đứng sự phát triển của phiến quân và cũng để tạo an ninh cho cuộc bầu cử vào ngày 20 tháng 8 được tiến hành tốt đẹp. Sự hiện diện quân sự gia tăng và sự căng thẳng chính trị chung quanh cuộc bầu cử đã gây căng thẳng cho những quan hệ giữa Hoa Kỳ và Afghanistan. Tổng thống Hamid Karzai đã giận dữ cáo buộc Hoa Kỳ là thúc đẩy một cuộc bầu cử vòng nhì trong một cuộc họp gay gắt với vị đặc sứ Mỹ, theo các viên chức hiểu biết về cuộc gặp gỡ. Karzai đã bảo đảm với Đặc Sứ Richard Holbrooke rằng ông sẽ chấp nhận các kết quả bầu cử nhưng đã nổi giận khi Holbrooke hỏi liệu ông có đồng ý với một cuộc bầu cử vòng nhì hay không - nếu không có người nào trong số 36 ứng cử viên đạt được hơn 50% số phiếu. Karzai đã giận dữ cáo buộc Hoa Kỳ là thúc đẩy một cuộc bầu cử vòng nhì dù trước khi tất cả phiếu bầu đã được kiểm điểm.

## Ứng cử viên

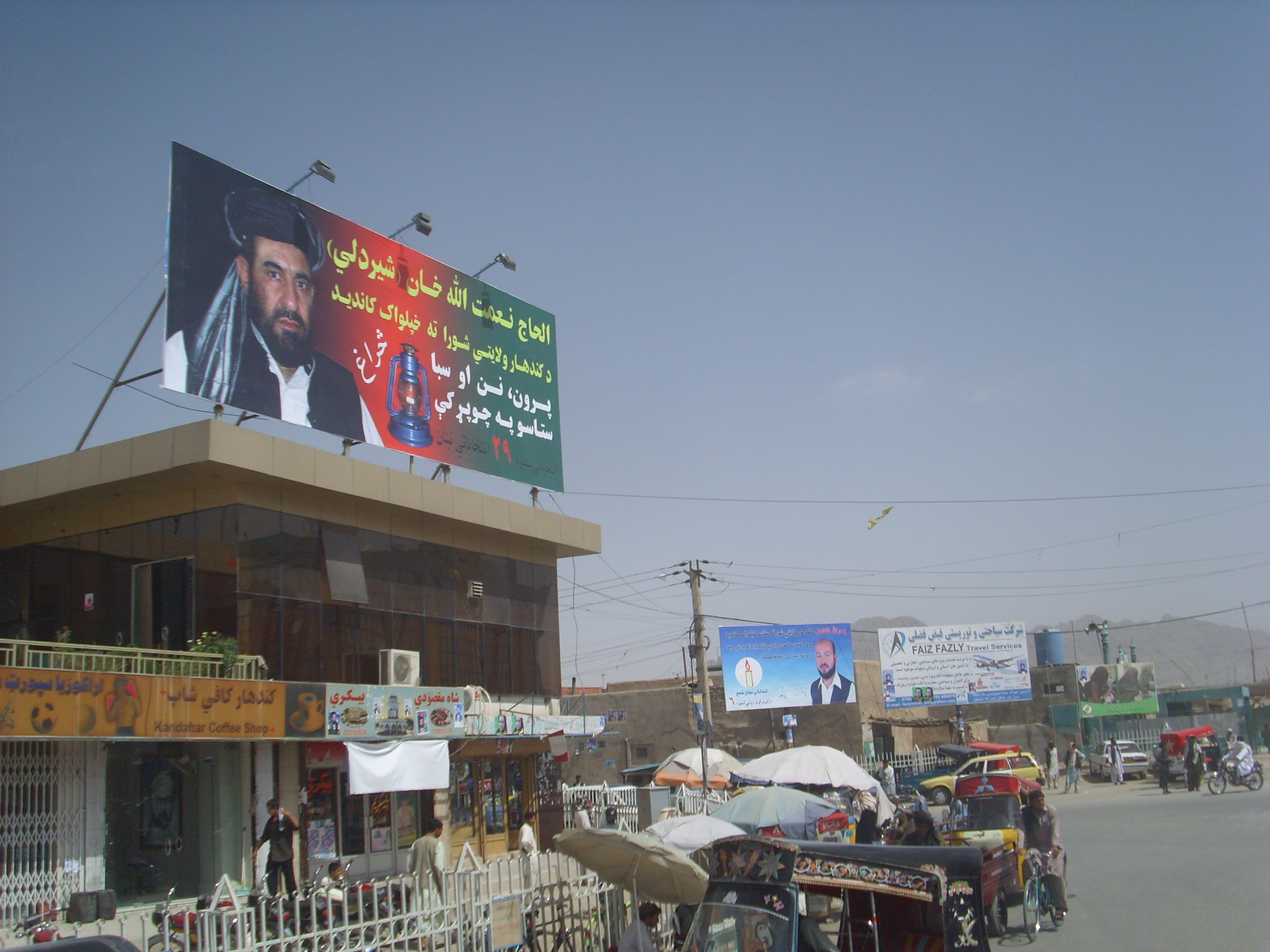
Bảng hiển thị cuộc bầu cử của hai ứng viên ở Kandahar.

Tổng thống Hamid Karzai, ứng cử viên hàng đầu, đã ít vận động để chuẩn bị cho cuộc bầu cử nhưng dẫn đầu trong một danh sách đông đảo gồm 41 ứng cử viên. Ông gởi các đại diện tới hầu hết các dịp vận động và không tham gia vào một cuộc tranh luận được truyền hình với hai đối thủ dẫn đầu của ông ngày 23 tháng 7. Hai ứng cử viên kia tiếp tục cuộc tranh luận bên cạnh bục dành cho ông Karzai bị bỏ trống.
Trong cuộc tranh luận truyền hình, hai đối thủ dẫn đầu của ông Karzai, cựu Ngoại Trưởng Abdullah Abdullah và cựu Bộ trưởng Tài chính Ashraf Ghani, đều đã nêu lên các tổn thất của thường dân, những vụ lục soát nhà mà không có phép và việc bắt giữ người vô cớ như những lý do chính đưa đến sự chống đối sự hiện diện của các lực lượng Mỹ và các nước khác. Karzai có cuộc vận động tranh cử lớn đầu tiên ở thủ đô ngày 7 tháng 8, thu hút hàng ngàn người ủng hộ hoan nghênh nhiệt liệt. Nhiều người trong số này thuộc bộ tộc Shiite Hazara, bộ tộc thiểu số ở Afghanistan.
Người bộ tộc Hazara, chiếm vào khoảng 10% dân số Afghanistan, đã bỏ phiếu cho Karzai trong cuộc bầu cử lần trước. Ông đã thu hút được sự ủng hộ của họ bằng cách bổ nhiệm người gốc Hazara vào các bộ quan trọng cũng như các vị trí khác trong chính quyền. Cùng xuất hiện với ông Karzai có hai ứng viên phó tổng thống, Mohammad Qasim Fahim, người từng là cấp chỉ huy trong Liên Quân Bắc giúp lật đổ chế độ Taliban năm 2001, và lãnh tụ của dân Hazara, Karim Khalili, lúc này là phó tổng thống.
Karzai được giới quan sát chính trị Afghanistan cho là trước sau gì cũng tái đắc cử, nhưng Abdullah Abdullah, một cựu ngoại trưởng, trong thời gian gần đây đã trở thành đối thủ mạnh nhất và có vẻ đã thu ngắn khoảng cách với lập trường tranh cử kêu gọi chấm dứt tình trạng yếu kém, tham nhũng trong chính quyền cũng như vấn đề bạo động gia tăng.
Tân tổng thư ký NATO trong khi đó nói liên quân đồng minh cần có thêm quân ở Afghanistan nếu muốn thành công nơi đây. Tổng Thư ký Anders Fogh Rasmussen tuyên bố với đài BBC rằng tiến triển của NATO trong việc chống phiến quân Taliban trong vùng Nam Afghanistan mùa hè năm 2009 đã có được nhờ việc tăng cường quân số trong vùng. Cấp chỉ huy Hoa Kỳ tại mặt trận này có lẽ sẽ yêu cầu được tăng cường thêm quân sau khi hoàn tất bản phúc trình liên quan đến mục tiêu đánh bại Taliban ở Afghanistan. Theo dự trù, các kết quả chung cuộc sẽ có vào tháng 9, nhưng những con số từng phần được công bố vào cuối tháng 8 cho thấy Karzai đang dẫn trước Abdullah và 34 ứng cử viên khác, nhưng không đủ mức 50% cần thiết để tránh một vòng bầu cử quyết định.

## Gian lận bầu cử
Đặc sứ Kai Eide từng xác nhận rằng tình trạng gian lận khắp nơi xảy ra trong cuộc bầu cử tổng thống ngày 20 tháng 8. Tuy nhiên, Ủy ban điều tra bầu cử Afghanistan, có sự hỗ trợ của Liên Hợp Quốc, được coi là giới chức sẽ cứu vãn được uy tín cuộc bầu cử này. Các giới chức Tây Phương và Afghanistan đều tin là ủy ban sẽ loại bỏ được các phiếu gian lận và đưa ra một kết quả công bằng.
Ngày 10 tháng 9, Ủy ban điều tra bầu cử Afghanistan đưa ra quyết định đầu tiên của họ là hủy bỏ kết quả tại 83 phòng phiếu ở những nơi được coi là có sự hậu thuẫn mạnh mẽ cho Tổng thống Karzai. Cuộc bầu cử ngày 20 tháng 8 đã ngày càng bị nhiều chỉ trích vì các báo cáo nói có tình trạng gian lận thùng phiếu và các vụ kiểm phiếu đáng nghi ngờ. Theo một nhóm quan sát bầu cử Hoa Kỳ, "có một số lớn các phòng phiếu với kết quả cử tri đi bầu vượt mức 100%" và đối thủ chính của Tổng thống Karzai cáo buộc có tình trạng "nhà nước tổ chức gian lận."
Karzai lúc này có hơn 50% số phiếu, căn cứ theo kết quả kiểm phiếu sơ khởi. Tuy nhiên nếu ủy ban kiểm soát bầu cử hủy bỏ kết quả ở những nơi bị nghi là có gian lận, Karzai có thể bị tuột xuống dưới mức này và phải tham dự cuộc bầu cử vòng nhì. Ủy ban Khiếu nại Bầu cử hủy bỏ kết quả ở 51 phòng phiếu tại tỉnh Kandahar, 27 ở Ghazni và năm tại Paktika. Cả ba tỉnh này là nơi có người bộ tộc Pastun chiếm đa số, và cũng là những nơi Karzai, một người gốc Pastun, được dự trù sẽ thắng lớn. Ủy ban không nói có bao nhiêu phiếu bị hủy bỏ. Ngoài ra, ủy ban cũng yêu cầu kiểm lại phiếu ở Ghazni.
Quyết định của ủy ban được coi là tối hậu theo luật bầu cử ở Afghanistan. Ủy ban đang có các quyết định dựa theo kết quả điều tra từ những tỉnh bị tố cáo có gian lận. Ủy ban, có sự hậu thuẫn của Liên Hợp Quốc, gồm một thành viên người Mỹ, một Canada, một Hà Lan và hai người Afghanistan. Sự chỉ trích quốc tế về cuộc bầu cử tổng thống ở Afghanistan gia tăng từ ngày 8/9, khi các giới chức bầu cử công bố kết quả sơ khởi từ 92% các phòng phiếu, theo đó Karzai được 54,1%, vượt xa đối thủ của ông là Abdullah Abdullah có 28,3%. Kết quả đưa ra ngày 8/9 đã lần đầu tiên cho thấy Karzai đã vượt qua mức 50% để khỏi phải vào tranh cử vòng nhì.

### Thành viên ủy ban điều tra gian lận bầu cử từ chức
Một trong hai thành viên người Afghanistan trong Ủy ban Điều tra Gian lận Bầu cử ngày 12/10/2009 loan báo quyết định từ chức, lấy lý do là có sự cản trở của người ngoại quốc. Giới hữu trách xác nhận là lỗi lầm và trở ngại về liên lạc tạo nhiều khó khăn cho cuộc điều tra về các lời tố cáo gian lận. Một khi kết quả cuộc bầu cử được biết rõ ràng, Tổng thống Obama dự trù sẽ hoàn tất việc duyệt xét chiến lược tại Afghanistan để đối phó với sự gia tăng hoạt động của phiến quân và quyết định có chấp nhận lời yêu cầu của Tư lệnh chiến trường nơi đây, Tướng Stanley A. McChrystal, là gửi thêm 40.000 quân nữa hay không.
Khi lên tiếng loan báo quyết định từ chức, Maulavi Mustafa Barakzai nói ba người ngoại quốc trong ủy ban, một người Mỹ, một người Canada và một người Hòa Lan, luôn "tự ý có quyết định của họ" mà không hỏi ý kiến những người khác. Ủy ban bác bỏ lời tố giác này và nói Barakzai "là một phần của ủy ban và có quyền ngang hàng trong các cuộc họp." Barakzai được Tối cao Pháp viện Afghanistan chỉ định vào ủy ban này và không rõ là tòa có sẽ bổ nhiệm người thay thế hay không.

### 1/3 phiếu bầu cho Karzai bị loại
Ngày 19 tháng 10, các điều tra viên trong ủy ban điều tra bầu cử gian lận loan báo loại bỏ gần 1/3 tổng số phiếu bầu cho Karzai khi vẫn chưa có kết quả chính thức để công bố. Ủy ban điều tra độc lập tìm thấy những bằng chứng hiển nhiên đáng tin cậy về nhiều sự kiện bất bình thường như những thùng trong đó các lá phiếu được điền bằng cùng một cây viết hoặc cùng cách đánh dấu. Quyết định này hạ số phiếu Karzai có được xuống còn khoảng 48% tổng số, dưới mức 50% cộng một phiếu mà ông cần có để không phải vào vòng nhì với đối thủ theo sát nhất, theo sự tính toán của các quan sát viên độc lập.
Tuy nhiên, không rõ là liệu Ủy ban Bầu cử Độc lập của Afghanistan có chấp nhận kết luận của ủy ban điều tra hay không. Ủy ban này loan báo ngày bầu cử vòng nhì nếu có. Phát ngôn viên của Karzai nói còn quá sớm để có kết luận dựa trên con số do ủy ban điều tra đưa ra. Điều này có thể gây ra sự trì trệ hơn nữa trong việc thành lập một chính phủ mới mà phía Hoa Kỳ cho là cần thiết để chống lại cuộc nổi dậy của phiến quân Taliban đang ngày càng gia tăng. Một cuộc khủng hoảng kéo dài cũng sẽ dẫn đến tình trạng bất ổn chính trị.
"Đây sẽ điều vô cùng quan trọng đối với thế giới để thấy rằng giới lãnh đạo Afghanistan thực tâm muốn có tiến trình này có sự chính thống," theo lời tùy viên báo chí Tòa Bạch Ốc Robert Gibbs nói tại Washington ngày 19/10. Tòa Bạch Ốc cũng nói sẽ không có quyết định gì liên quan đến vấn đề gửi thêm quân sang Afghanistan cho tới khi cuộc khủng hoảng bầu cử được giải quyết, một thái độ được tái khẳng định ngày 19/10 bởi tổng thư ký khối NATO. Thượng Nghị sĩ Hoa Kỳ John Kerry, chủ tịch ủy ban Ngoại giao Thượng viện, người đi cùng với phái đoàn quốc tế đến Kabul vào giữa tháng 10 để kêu gọi Tổng thống Karzai chấp nhận quyết định của ủy ban điều tra, ngày 19/10 cũng quay trở lại để tiếp tục cuộc họp với Karzai.

## Karzai chấp thuận bầu cử vòng nhì
Hội đồng bầu cử Afghanistan sau khi điều tra và loại bỏ rất nhiều phiếu vô giá trị trong cuộc bầu cử ngày 20 tháng 8 công bố kết quả không có ứng cử viên nào đạt được tỷ lệ cần thiết là trên 50% tổng số phiếu nên sẽ phải có cuộc bầu cử vòng nhì vào ngày 7 tháng 11. Tổng thống Karzai trong một cuộc họp báo ngày 20 tháng 10 tuyên bố chấp nhận quyết định của hội đồng và sẽ tranh cử lại với đối thủ đứng hàng thứ hai là Abdullah Abdullah. Đã có lo ngại là Karzai có thể không đồng ý với kết luận của ủy ban bầu cử và vẫn đòi hỏi mình là người thắng cuộc, như thế khủng hoảng chính trị ở Afghanistan sẽ kéo dài và chắc chắn phương hại tới những nỗ lực chiến tranh chống Taliban. Đứng bên cạnh Tổng thống Karzai trong buổi họp báo tại thủ đô Kabul có John Kerry và Kai Eide. Điều ấy chứng tỏ đã có những áp lực quốc tế mạnh mẽ đối với đương kim tổng thống Afghanistan để đi đến sự đồng ý. Từ Hoa Kỳ, Tổng thống Barack Obama gọi điện thoại bày tỏ sự hoan nghênh việc Karzai chấp thuận tổ chức bầu cử lại và cho rằng đây là "một tiền lệ quan trọng cho nền dân chủ non trẻ tại Afghanistan."
Chủ tịch Hội đồng Bầu cử Azizullah Lodin trước khi loan báo Karzai chiếm được 49,7% phiếu, nói rằng "không muốn dân chúng Afghanistan phải ở trong tình trạng bất ổn định chính trị lâu thêm nữa". Theo lời ông tất cả mọi việc được chuẩn bị đầy đủ để tổ chức cuộc bầu cử ngày 7 tháng 11. Thượng Nghị sĩ Kerry cũng ca ngợi thiện chí của Tổng thống Karzai và khẳng định là cộng đồng quốc tế sẽ quyết tâm hỗ trợ 100% cho cuộc bầu cử vòng nhì thành công. Ngoại trưởng Hà Lan Maxime Verhagen, một nước NATO có quân đội tham gia Lực lượng Quốc tế Hỗ trợ An ninh tại Afghanistan kêu gọi cộng đồng quốc tế giám sát và trợ giúp hữu hiệu vào việc ngăn chặn gian lận trong kỳ bầu cử sắp tới. Phát Ngôn viên Tòa Bạch Ốc Robert Gibbs nói là Liên Hợp Quốc, NATO và Hoa Kỳ đã sẵn sàng để hỗ trợ cho cuộc bầu cử vòng nhì. Tuy nhiên ông không biết quyết định của Tổng thống Obama về việc gởi thêm quân đến Afghanistan có chịu tác động bởi sự kiện này hay không. Trả lời các phóng viên trên đường bay đến Tokyo, Bộ trưởng Quốc phòng Robert Gates nói: "Tôi thấy sự việc đang diễn ra ở Kabul là một chuyển biến tốt và tổng thống sẽ có quyết định trong điều kiện ấy."

## Sa thải phân nửa viên chức ban tổ chức bầu cử
Ngày 21 tháng 10, một nửa các nhân viên đặc trách bầu cử thuộc cấp quận ở Afghanistan bị cho nghỉ việc, để ngăn ngừa tình trạng gian lận tái diễn trong cuộc bầu cử tổng thống vòng nhì, nhằm tạo uy tín cho quốc gia và nhận được sự hỗ trợ quốc tế. 200 trong số 380 viên chức bầu cử quận do Ủy ban Bầu cử Độc lập của Afghanistan bổ nhiệm bị thay thế sau khi ủy ban điều tra thấy tình trạng gian lận rộng lớn trong cuộc bầu cử. Afghanistan gặp phải vấn đề tổ chức rất khó khăn vì chỉ hơn hai tuần kế tiếp là đến ngày bầu cử và mùa Đông giá lạnh nhanh chóng kéo tới khiến nhiều nơi trong nước rất khó đi lại.

## Abdullah rút lui
Ứng cử viên đối lập, Abdullah, bất bình vì Karzai không đồng ý với các biện pháp tránh gian lận, ngày 1 tháng 11 tuyên bố rút khỏi cuộc tranh cử vòng nhì. Việc này tạo điều kiện để Tổng thống Hamid Karzai tái đắc cử, nhưng cũng gây lo ngại về uy tín của chính phủ trong giai đoạn Hoa Kỳ tìm cách có một đồng minh thực sự hiệu quả trong cuộc chiến chống Taliban. Abdullah phải đi đến quyết định này sau khi Karzai bác bỏ lời yêu cầu có sự thay đổi trong Ủy ban Bầu cử Độc lập và các biện pháp khác mà theo ông sẽ ngăn ngừa việc tái diễn tình trạng gian lận lớn lao như trong kỳ bầu cử vòng đầu vào tháng 8.
Abdullah không kêu gọi tẩy chay bầu cử và cũng yêu cầu những người ủng hộ ông đừng xuống đường biểu tình phản đối. Azizullah Lodin, người đứng đầu ủy ban bầu cử do Karzai bổ nhiệm, phải tham khảo với các luật sư chuyên môn về Hiến pháp trước khi quyết định có tiến hành cuộc bầu cử vòng nhì mà không có Abdullah hay không. Trên lý thuyết, lúc này đã quá trễ để Abdullah rút ra. Theo đặc sứ Kai Eide, trong bản thông cáo gửi đến báo chí "bước tới là làm sao đưa tiến trình bầu cử này đến giai đoạn kết thúc một cách hợp pháp và nhanh chóng."
Trước khi Abdullah tuyên bố quyết định của mình, Ngoại trưởng Hoa Kỳ Hillary Clinton tìm cách hạ thấp tầm quan trọng của việc ông rút lui, nói rằng điều này sẽ không làm giảm sự chính thống của cuộc bầu cử. Tuyên bố với báo chí ở Abu Dhabi ngày 31 tháng 10, Clinton nói, "tôi không nghĩ điều này có liên hệ gì với sự chính thống của cuộc bầu cử. Đây chỉ là sự lựa chọn cá nhân."
Tuy nhiên các tin tức từ Kabul nói các cuộc thương thảo nhằm đạt một giải pháp chia sẻ quyền lực giữa Karzai và Abdullah chưa chấm dứt. Các giới chức chính phủ Obama đồng ý với một giải pháp chia quyền nếu hai ông Karzai và Abdullah thỏa thuận được với nhau về một công thức nào đó. Sự kiện Abdullah không kêu gọi người ủng hộ mình xuống đường phản đối hay tẩy chay bầu cử được coi là để cửa cho các cuộc thương thảo tiến hành.

## Hủy bỏ vòng nhì và tuyên bố người thắng
Ngày 2 tháng 11, Ủy ban bầu cử Afghanistan tuyên bố Tổng thống Karzai chiến thắng, hủy bỏ kế hoạch tổ chức cuộc đầu phiếu vòng nhì và chấm dứt cuộc khủng hoảng chính trị kéo dài hai tháng rưỡi qua sau cuộc bầu cử đầy tai tiếng trước đó. Chính phủ Obama, vốn trông đợi có một chính phủ được coi là chính thống ở Kabul trước khi loan báo quyết định về việc đưa thêm quân tới quốc gia này, nhanh chóng tán thành quyết định của ủy ban bầu cử. "Chúng tôi chúc mừng Tổng thống Karzai trước chiến thắng của ông trong cuộc bầu cử lịch sử này và trông đợi cùng làm việc với ông trong thời gian tới" để hỗ trợ cải cách và tăng cường an ninh, Tòa Đại Sứ Hoa Kỳ nói trong bản thông cáo gửi đến báo chí. Anh và Liên Hợp Quốc cũng đưa ra lời chúc mừng.
Việc hủy bỏ bầu cử là một điều nhẹ nhõm cho thành phần tổ chức đang vội vã chuẩn bị trước khi mùa Đông ở Afghanistan khởi sự cũng như đối với giới hữu trách lo sợ về các cuộc tấn công của Taliban. Chủ tịch ủy ban bầu cử Azizullah Lodin loan báo Karzai là người chiến thắng trong cuộc họp báo ở Kabul. Ủy ban có thẩm quyền đưa ra quyết định này vì Hiến pháp Afghanistan chỉ cho phép có cuộc bầu cử vòng nhì giữa hai ứng cử viên. Hoa Kỳ nói quyết định của ủy ban "phù hợp với quyền hạn của họ theo luật Afghanistan." Tuy nhiên một phát ngôn viên của Abdullah nói rằng quyết định này không phản ảnh luật lệ Afghanistan nhưng cũng không cho biết ông có chống lại quyết định này hay không. Tổng Thư ký Liên Hợp Quốc Ban Ki-moon bất ngờ đến Kabul ngày 2 tháng 11, trong một cuộc họp báo cũng tán thành việc hủy bỏ cuộc bỏ phiếu vòng nhì và cam kết Liên Hợp Quốc sẽ tiếp tục trợ giúp trong nỗ lực tái thiết Afghanistan.

## Karzai hứa tạo đoàn kết và diệt tham nhũng
Ngày 3 tháng 11, Karzai hứa hẹn rằng chính phủ mới của ông sẽ tiêu diệt tham nhũng và tạo đoàn kết quốc gia sau nhiều tháng trời trong tình trạng hỗn loạn chính trị và cũng bày tỏ sự hòa hoãn với phía Taliban. Dưới áp lực của Obama để tiêu diệt tham nhũng sau một cuộc bầu cử đầy tai tiếng, Karzai trong lần xuất hiện đầu tiên trước công chúng kể từ khi ủy ban bầu cử loan báo ông là người chiến thắng để hứa hẹn sẽ có một chính phủ trong sạch hơn.
"Hình ảnh của Afghanistan bị hoen ố vì tham nhũng. Hình ảnh của chính quyền bị hoen ố vì tham nhũng," Karzai tuyên bố trong một cuộc họp báo, bên cạnh Phó Tổng thống Mohammad Qasim Fahim, người bị nhiều cáo buộc vi phạm nhân quyền. "Chúng ta sẽ cố gắng, bằng mọi cách, để xóa vết nhơ này." Nhiều nhà lãnh đạo trên thế giới kêu gọi Karzai hãy bảo đảm là chính quyền sắp tới của ông có được sự ủng hộ của tất cả dân chúng Afghanistan.
"Chính phủ tương lai sẽ là chính phủ của tất cả mọi người dân Afhganistan... Chúng ta hy vọng là sẽ không ai bị bỏ rơi bởi chính phủ này," ông nói. Karzai cũng kêu gọi các "người anh em" Taliban hãy "quay về với tổ quốc." Tuy nhiên phía Taliban chế diễu Karzai, coi ông chỉ là bù nhìn của Tây phương và bác bỏ lời kêu gọi này. "Chúng tôi không xem những lời tuyên bố hòa bình của Karzai có giá trị gì vì đây chỉ là những lời trống rỗng," theo Yousuf Ahmadi, một phát ngôn viên của Taliban, nói với AFP. Obama và Ban Ki-moon cùng các nhà lãnh đạo khác của thế giới chúc mừng Karzai. Tuy nhiên Tổng thống Obama cũng kêu gọi có "nỗ lực mạnh mẽ hơn" để diệt trừ tham nhũng.